# Josef Humpál
Josef Humpál (ur. 30 stycznia 1918 w Ołomuńcu, zm. 1 grudnia 1984 w Neuchâtel) – czechosłowacki piłkarz, grający na pozycji napastnika, po zakończeniu kariery trener piłkarski.

## Kariera klubowa
Urodził się w Ołomuńcu. Przygodę z futbolem rozpoczął w zespole SK Baťa Zlín, w którym grał amatorsko ze względu na II wojnę światową. W 1946 wyjechał do Francji, gdzie został piłkarzem Sochaux. W barwach tej drużyny został mistrzem Division 2 w sezonie 1946/1947. Dołożył do tego tytuł króla strzelców rozgrywek (45 bramek). 
W sezonie 1948/1949 został królem strzelców Première Division (26 bramek, ex-aequo z Jean Baratte). Łącznie przez 5 lat gry w tym zespole rozegrał 160 spotkań, w tych zdobył 111 bramek. W 1951 zaliczył krótki epizod w Montpellier HSC, po czym został piłkarzem RC Strasbourg, w którym pełnił funkcję grającego trenera. W latach 1955–1958 pełnił podobną rolę w AS Béziers, po czym zakończył karierę piłkarską.
| Sezon   | Klub            | Kraj    | Rozgrywki         | Mecze | Bramki |
| ------- | --------------- | ------- | ----------------- | ----- | ------ |
| 1946/47 | Sochaux         | Francja | Division 2        |       | 45     |
| 1947/48 | Sochaux         | Francja | Première Division |       | 20     |
| 1948/49 | Sochaux         | Francja | Première Division | 33    | 26     |
| 1949/50 | Sochaux         | Francja | Première Division | 27    | 11     |
| 1950/51 | Sochaux         | Francja | Première Division | 26    | 9      |
| 1951/52 | Montpellier HSC | Francja | Division 2        | 33    | 21     |
| 1952/53 | RC Strasbourg   | Francja | Division 2        | 32    | 16     |
| 1953/54 | RC Strasbourg   | Francja | Première Division | 9     | 0      |
| 1954/55 | RC Strasbourg   | Francja | Première Division | 3     | 1      |
| 1955/56 | AS Béziers      | Francja | Division 2        | 6     | 1      |
| 1956/57 | AS Béziers      | Francja | Division 2        | 4     | 0      |
| 1957/58 | AS Béziers      | Francja | Division 2        | 0     | 0      |

## Kariera trenerska
Pracę trenera Humpál rozpoczął w 1952 w RC Strasbourg, gdzie pełnił rolę grającego trenera.  w którym pełnił funkcję grającego trenera. W latach 1955–1958 pełnił podobną rolę w AS Béziers, po czym zakończył karierę piłkarską i skupił się tylko na pracy trenera. W 1958 powrócił do RC Strasbourg, które trenował do 1960. 
Od 1961 pracował w Szwajcarii, gdzie prowadził zespoły FC Cantonal Neuchâtel (1961–1965), FC Xamax (1965–1968) oraz ponownie FC Cantonal Neuchâtel (1969–1970). W sezonie 1973/74 prowadził drużynę Yverdon-Sport. Ostatnim zespołem, który trenował, był FC Fribourg, w którym pracował w sezonie 1982/83.

## Sukcesy

### Zawodnik
Sochaux
- Mistrzostwo Division 2 (2) : 1946/47
- Król strzelców Première Division (1) : 1948/1949 (26 bramek) (ex-aequo z Jean Baratte)
- Król strzelców Division 2 (1) : 1946/1947 (45 bramek)